# Кодоминантно наслеђивање
Кодоминантно наслеђивање је појава када се у хетерозиготном стању потпуно изражавају оба доминантна алела.